# Pouteria briocheoides
Pouteria briocheoides là một loài thực vật thuộc họ Sapotaceae. Đây là loài đặc hữu của Guatemala.